# パスカルの群れ
『パスカルの群れ』（パスカルのむれ）は、大島弓子による日本の漫画作品。『週刊少女コミック』（小学館）1978年25号に、雑誌創刊10周年記念読み切り第2弾として掲載された。
カラーページつきの原稿で、締め切りがはやく、先にカラーページを描き、後から内容を考えたことが作者の記憶に残っているという。
1990年代に、関西テレビのドラマシリーズ『DRAMADAS』で映像化されている。

## あらすじ
公平の父親は、息子に初恋の女性ができたことに気づき、会社を遅刻して息子の初恋相手の品定めをしようとするが、公平が好きになった相手は、実は同級生の男子だった。慌てた父親は、友人の朝丘に連絡し、娘の結が東京からやってくることになったが、結は公平に事情を話し、逆に公平の初恋に協力しようとし、服を公平に貸して女装させる。その結果、公平は初恋相手、千手まといと初めて言葉を交わすことに成功するが、そのことで、相手から女性としての公平を気に入られてしまい、困惑してしまう。

## 登場人物
公平（こうへい）
主人公で15歳。父親に初恋のことを気づかれているのに気づいていなかった。中学一年の時に、結に失敗しそうになったり自信がなくなりそうになったりすると近所の葦の林の中に入って、その中で自分を確認し、活力がわいてくると語っていた。結から借りた服でまといの後を付けるが、靴のひもで足を怪我し、まといから靴を借りるが、その靴を返却する段になり、まといから告白されてしまう。まといにはキンユウコウコという偽名を名乗り、二度と会わないと決めるが、公平のことを待って水辺にたたずむまといの姿を見て、再度女装し、自分は河童だとさらなる嘘を語り、別れを告げる。後述のまといの小説を読み、一年に一度は別れた日に川に潜って手を振ってやろうと、結に協力してもらい、潜水の練習を始める。
朝丘結（あさおか むすび）
公平の父親の旧友の娘。息子を同性愛者にしないようにと、公平の父親の依頼で、朝丘から古書の模写を口実に送られてたが、逆に公平の応援をし、公平の望み通りに衣服やかつらを貸し、女装させる。まといが公平のことを好きになった時は、一生女装をして過ごすのも良いのではないか、と語っていた。実は公平にプラトニック・ラブの感情を抱いている。
千住まとい（せんじゅ まとい）
公平の初恋の相手。美形で、とりまきの少女たちにつきまとわれている。足を怪我した女装の公平につっかけを貸し、それを返しに来た公平に恋の告白をする。一度会ったことはなかったのか、あやういところを助けられたような気がする、と公平に語っていた。同性愛については、彼らは彼らの自由だが、自分はストレートだ、とも答えていた。河童だと告白した公平にキスをし、その恋愛の経験をその年の夏休み近くに「いかに我河童を愛すか」という小説にして発表して話題になった。
公平の父
朝早くから遠回りの道を選んで投稿する息子の挙動から、息子の初恋にいちはやく気づき、仕事を遅刻して様子を見る。公平が遅刻しそうになっているまといの本を持って校舎の柵を越えるところを見て、息子の初恋相手が男性であることに驚き、悪友の朝丘に以来して娘の結を呼び、息子の同性愛を異性愛に変えようとする。公平と結が仲よさげなのを見て、安心するが、川辺で女装した公平とまといが抱き合っている場面を見て激昂するが、結から、彼女の父親が公平の父に愛情を抱いているという事実を伝えられ、驚かされている。公平の潜水訓練を見ても、頭を捻るだけだった。
公平の母
夫から公平の初恋を聞かされて、複雑な心境になる。事情を何も知らず、夫が公平の初恋は自分の勘違いだったと聞かされ、一人で心配していたと不平を述べている。

## 解説
- 登場人物の結による「パスカリック・ラブ」という造語と発想に、大島弓子らしい特徴が見られる[4]。
- 望月典子は、大島弓子が描くものは、無垢そのものが引き起こす、あらゆるものとの融合への希求のドラマであり、対象となるものは、あるときは異性であり同性であるが、実はその陰に隠れた大気、水、空、緑の茂みなど、生きとし生けるものすべてであって、それらは背景になり、言葉になり、主人公の走る姿になり、息を呑む表情になり、不意をついて姿を見せるものだとしている。その融合への希求が官能であり、肉体的な衝動であり、身体の自覚を伴なわぬ欲情、発情の一形態であって、最も素直な性のかたちに違いないとしている。その上で、重要なものはそうした謎解きではなく、その根本たる作品であり、かたくなにならずに女の性に触れてみるのも悪くはないとして、たかが少女マンガの世界であり、問題はどれだけの密度でそうしたものを出すのか、という議題をなげかけ、この作品の最後の公平の父の語る「わたしにはまだ消化できない。家の近くの水辺のげにやさしき葦の群、げにしたたかなパスカルの群」というセリフをあげている[5]。

## 単行本
- 『パスカルの群　大島弓子名作集PART2』朝日ソノラマ（1979年5月5日刊）
  - 収録作品 -『パスカルの群』・『ヒー･ヒズ･ヒム』・『10月はふたつある』・『夏のおわりのト短調』・『バナナブレッドのプディング』
- 『シンジラレネーション』朝日ソノラマ、サンコミックス（1982年4月28日刊）
  - 収録作品 -『シンジラレネーション』・『ローズティー・セレモニー』・『ヒーヒズヒム』・『パスカルの群』
- 『大島弓子選集第8巻  四月怪談』朝日ソノラマ（1986年1月31日刊）
  - 収録作品 -『ヒー・ヒズ・ヒム』・『草冠の姫』・『パスカルの群れ』・『たそがれは逢魔の時間』・『四月怪談』・『赤すいか黄すいか』・『雛菊物語』・『裏庭の柵をこえて』
- 『バナナブレッドのプディング』白泉社、白泉社文庫（1995年9月19日刊）
  - 収録作品 -『バナナブレッドのプディング』・『ヒー・ヒズ・ヒム』・『草冠の姫』・『パスカルの群れ』

## テレビドラマ
タイトルは『パスカルの群』。1992年5月6日・13日に関西テレビで放映された。2005年DVD発売。

### キャスト
- 真山 公平（まやま こうへい） - 根津俊介
- 朝丘 結（あさおか むすび） - 中村通代
- 真山 藤樹（公平の父） - 浅見誠
- 公平の母 - 三浦保子
- 千住 まとい（せんじゅ まとい） - 井上博一

### スタッフ
- 原作：大島弓子『パスカルの群れ』（朝日ソノラマ『大島弓子選集8』より）
- 監督・脚本・音楽：島田元
- 撮影：高橋俊光
- 照明：小野弘文
- 録音：相川比登志
- VE：小山内幹雄
- メイク：わたなべまさよ
- 編集：吉永貴
- 音響効果：MESSE
- 制作：関西テレビ・ディレクターズ・カンパニー